# Juan Carlos Tous
Juan Carlos Tous (Barcelona, 1961) és un empresari del cinema català.
S'inicià en el món del vídeo mogut per la passió pel cinema i la música. Després desenvolupar part de la seva carrera a Filmax i Manga Films, on s'incorporà en 1993 i continuà fins al 2003, va fundar Cameo, una editora de dvd i blu ray especialitzada per comercialitzar i difondre cinema independent. El 2007, juntament amb Jaume Ripoll i José Antonio de Luna, i davant el repte que representaven les noves formes de distribució, va fundar el portal Filmin, referent a Espanya de la distribució de cinema independent a través d'Internet, i del qual és el director general. El servei té una versió especial en català anomenada FilminCAT, una plataforma de cinema i sèries en línia en català que destaca per la gran presència de cinema independent i d'autor creada el 2017.